# Cortodera reitteri
Коротунка Рейтерова (лат. Cortodera reitteri Pic, 1891) — вид жуків з родини Скрипунових.

## Поширення
В Україні Коротунка Рейтерова поширена у центральній і східній частинах степової зони, включаючи Крим.